# Czarna Góra (Olkusz)
Czarna Góra – część miasta Olkusz w województwie małopolskim, w powiecie olkuskim, w gminie Olkusz.
Rozpościera się wzdłuż ulicy Czarnogórskiej na południowy zachód od centrum miasta.

## Historia
Czarna Góra to dawna wieś. Od 1867 należała do gminy Rabsztyn w powiecie olkuskim w guberni kieleckiej. W okresie międzywojennym należała do powiatu olkuskiego w woj. kieleckim. 28 kwietnia 1931 wyłączono ją z gminy Rabsztyn i włączono do Olkusza w związku ze znacznym poszerzeniem granic miasta.